# 飛行館
飛行館（ひこうかん）、ないし、飛行会館（ひこうかいかん）は、かつて1929年から1970年にかけて東京の西新橋にあった6階建の建物。跡地には、航空会館が1978年に建設された。

## 概要
当時の社団法人帝国飛行協会（後の日本航空協会の前身）の会館として、東京市芝区田村町（後の港区西新橋）に開館した建物である。1929年に竣工した飛行館は、地上6階・地下1階で、当時としては大きな建物であり、5階から6階にかけては設けられていた大講堂 は、ホールとして演劇や、映画の上映にも使用された。屋上には、さらに2階建の建屋があった。第二次世界大戦前から演劇の上演がしばしばおこなわれ、築地座、文学座などが公演をおこなった。映画館として経営されていた時期もあった。
飛行館は戦時下の空襲を免れたため、戦後も様々な用途で用いられた。NHKは大講堂を収録スタジオとして使用し、公開収録もおこなったため「飛行館ホール」の名は、放送を通じて全国的にも知られた。また戦後も、東芸、劇団青俳、新演劇研究所、新制作座、劇団四季などの演劇公演がおこなわれた。

## エピソード
- 1931年、来日したチャールズ・リンドバーグが来館しており、その折の写真や資料は航空会館に保存・展示されている[2]。

- 1936年、二・二六事件に際して、戒厳司令部は、「勅命下る 軍旗に手向かうな 戒厳司令部」というアドバルーンを飛行館の屋上から上げた[5]。

- 1945年10月10日、当初、日比谷公園での開催を予定していた「自由戦士出獄歓迎人民大会」は、折からの雨天のため会場を急遽変更して飛行館で開催された[6]。

## 飛行館に主要な事務所を構えていたことがある企業の例
- 日本ヘリコプター輸送（全日本空輸の前身）
- 東映
- 飛行館スタジオ（サウンド・シティ (企業)の前身）